# 213800 Stefanwul
213800 Stefanwul è un asteroide della fascia principale. Scoperto nel 2003, presenta un'orbita caratterizzata da un semiasse maggiore pari a 3,1282933 au e da un'eccentricità di 0,0549046, inclinata di 11,48309° rispetto all'eclittica.
L'asteroide è dedicato allo scrittore francese Stefan Wul, al secolo Pierre Pairault.